# オオヨシノボリ
オオヨシノボリ（大葦登、Rhinogobius fluviatilis）は、ヨシノボリ類の両側回遊魚。ゴリ、グズなどの地方名がある。以前はヨシノボリ黒色大型と呼称されていた。

## 分布
日本固有種。南西諸島、九州、天草諸島、四国、淡路島、本州（青森県以南の日本海側・宮城県以南の太平洋側）

## 形態
全長10-12cm。体側の斑紋は不明瞭である。胸鰭基底上部には明瞭な黒色円形斑があり、尾鰭の基底には明瞭な暗色横帯がある。尾鰭・尾柄部の黒斑は、同属頬には斑紋がない。オスの第1背鰭は烏帽子型。繁殖期には体色が著しく黒くなり、背鰭、臀鰭、尾鰭が、白く縁取られ、よく目立つようになる。頬の孔器配列は縦列パターン。

## 生態
比較的大きな河川上流・中流域の流れの速い瀬などの急流部に生息する。礫底を好み、単独で生活する。特に頭上が開けた日光が水中によく差し込むような明るい川に多い。付着藻類や水生昆虫を食す雑食性。他のヨシノボリ同様に石の下に巣穴を作り産卵する。産卵期は5-7月。両側回遊魚を行い、孵化後すぐに川から海へと下り、2-3ヵ月後に15-20mm程度に成長して河川を遡上する。ダム湖などにより降海しない個体いわゆる陸封個体が存在し、陸封個体は回遊性の個体よりも小型である。

## 利用
佃煮、から揚げ、みそ汁、卵とじで食される。ヨシノボリ属は、混棲する複数種が、区別されず利用されることが多く、オオヨシノボリもその一つ。

## 別名
過去一般的に使われていた和名
- ヨシノボリ黒色大型[2]

全国的な混称
- ゴリ（混称）、グズ（混称）[3]、ヨシノボリ

各地の地方名
- 山形県　カンジカ、ナベカジカ
- 栃木県　カヤカジカ、ヘビカジカ
- 中部地方　スイツキ（混称）
- 愛知県　兵隊ドボ（体長2-2.5cm程度のもの）
- 福岡県　ウロロコ（混称？）
- 佐賀県　イシビッチャ、イシモチ、イシモチャ、イセモッチョ、イッシンチョク、オシャラクカジカ、オボスコ、カジカ、カジッカ、グリーン、グリーンショ、サナブリ、サナボリ、スイツキドンコ、ヤマンカンジョ
- 熊本県　イシガキドンカッチョ、イシカッチョ、イシグチ、イシコケ、イシボンキン、イシモチ、イシモッチン、ガッチョ、ガマン、ガマンシャゲ、ガマンチョ、ゴウリキ、ゴリキ、ゴリソ、シイツキ、スイツキドンカッチョ、スイツキドンコ、スミクロン、セガマ、セセ、セセカッチョ、チョロキン、ドンパ、ドンパゼ、ヒュッツキフグラ、ボンタ、スイツキ（混称）、ギロ（混称）、ゴリ（混称）、ドンカッチョ（混称）、フグラ（混称）
- 山陰地方　グズ（混称）